# Pseudospondias longifolia
Pseudospondias longifolia là một loài thực vật có hoa trong họ Đào lộn hột. Loài này được Engl. miêu tả khoa học đầu tiên năm 1905.